# Système des trois classes
 (janvier 2019).
Le système des trois classes (en allemand Dreiklassenwahlrecht) était un système de vote adopté en 1849 par le roi Frédéric-Guillaume IV de Prusse pour l’élection de la Chambre des représentants de Prusse. Le scrutin était inégal, public et indirect. Il fut utilisé dans le royaume de Saxe jusqu’en 1909 et dans le royaume de Prusse, le duché de Brunswick et la principauté de Waldeck jusqu’en 1918, quand il fut remplacé par un système égal, secret et direct. Il fut également utilisé dans certaines parties de la Prusse pour les élections locales.

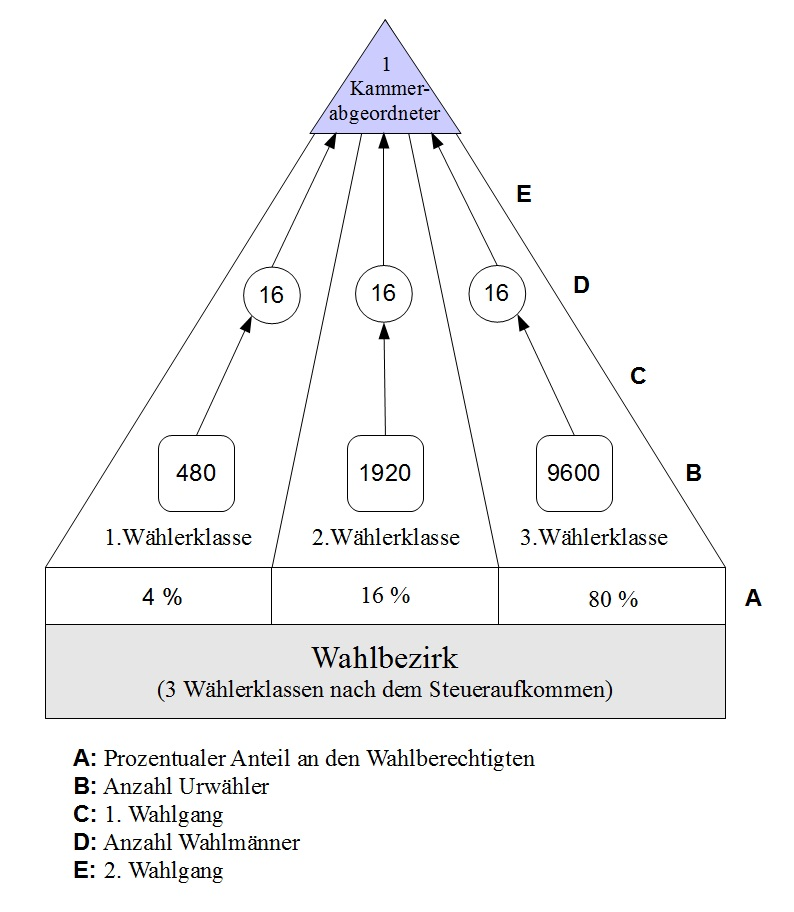
Schéma explicatif

## Fonctionnement
Dans le cadre de ce système, le corps électoral, qui comprenait les hommes majeurs de vingt-quatre ans, était divisé en trois classes de façon que chaque classe eût le même volume d’imposition directe : la première classe correspondait au tiers supérieur de l’échelle d’imposition, la deuxième classe au tiers intermédiaire, et la troisième classe au tiers inférieur. Bien que les classes comprissent un nombre très inégal d’électeurs, chacune élisait le même nombre de grands électeurs. Ainsi, en 1849, la première classe comprenait 4,7 % de la population, la deuxième classe, 12,7 %, et la troisième classe, 82,6 % ; les électeurs de la première classe, qui payaient le plus d’impôt et étaient les plus riches, étaient surreprésentés au regard de leur nombre, dans une proportion de 17,5 à 1 par rapport aux électeurs de la troisième classe. Le déséquilibre entre classes en nombre d’électeurs était parfois particulièrement fort : lors des élections locales à Essen, l’industriel Alfred Krupp était le seul électeur de la première classe.
Le scrutin étant public, les électeurs exprimaient leur vote oralement. Les grands électeurs (Wahlmänner) élisaient ensuite les députés dans le cadre des circonscriptions.

## Demande de réformes
En 1871, le suffrage universel masculin, égal et secret fut adopté pour l’élection du Reichstag, mais le système des trois classes fut conservé dans les Länder où il était appliqué. La position dominante du royaume de Prusse, qui couvrait plus des deux tiers du territoire du Reich allemand, plaçait son système électoral au cœur des revendications de réformes politiques. Le système fut cependant maintenu pendant toute la période impériale, car il permettait aux conservateurs, soutenus par les classes aisées, surreprésentées, de se maintenir au pouvoir. Les sociaux-démocrates ne disposaient, par exemple, que d’une quinzaine de sièges à la Chambre des députés de Prusse, mais un résultat électoral identique en nombre de voix leur assurait une centaine de députés au Reichstag.
En 1917, alors que l’opposition à la poursuite de la Guerre mondiale progressait et que le camp démocrate gagnait en audience, le chancelier Bethmann-Hollweg prépara un projet de réforme du système électoral, que l’empereur Guillaume annonça le 7 avril lors de son message de Pâques à la Chambre des députés de Prusse. Cependant, le projet, en raison de sa modération et de l’absence de date de mise en œuvre, ne parvint pas à calmer l’insatisfaction de l’opinion publique. L’année suivante, la révolution de novembre renversa les institutions impériales et entraîna la fin du système des trois classes ; l’article 17 de la constitution de Weimar proclama l’égalité et le secret du suffrage et accorda le droit de vote à tous citoyens des deux sexes et majeurs de vingt ans.